# Eucalyptus yalatensis
Eucalyptus yalatensis är en myrtenväxtart som beskrevs av Boomsma. Eucalyptus yalatensis ingår i släktet Eucalyptus och familjen myrtenväxter. Inga underarter finns listade i Catalogue of Life.